# Damiano Pippi
Damiano Pippi (Castiglione del Lago, 23 de agosto de 1971) é um ex-jogador de voleibol da Itália que competiu nos Jogos Olímpicos de 2004.
Em 2004, ele fez parte da equipe italiana que conquistou a medalha de prata no torneio olímpico, no qual atuou em oito partidas.